# 田中昭二
田中 昭二（たなか しょうじ、1927年1月6日 - 2018年2月1日）は、日本の政治家。元衆議院議員（6期）。

## 経歴
1927年1月6日に生まれる。国税庁職員を務める。
1967年1月29日、第31回衆議院議員総選挙に、福岡1区から公明党公認候補として立候補し、初当選する。（以降、連続6期）。
1983年12月、第37回衆議院議員総選挙に立候補せず、選挙地盤を公明党の神崎武法に譲り、政界を引退する。
2018年2月1日、死去。